# Paolo Emilio Russo
Paolo Emilio Russo (Como, 6 giugno 1977) è un politico italiano.

## Biografia
Nato a Como nel 1977, ma da tempo vive a Roma. Si laurea in scienze politiche e delle relazioni internazionali e, in seguito, intraprende la carriera giornalistica con il quotidiano La Provincia, approdando successivamente ai quotidiani Il Foglio e Libero.
È stato portavoce di Mara Carfagna nei periodi in cui questa ha rivestito le cariche di ministro per le pari opportunità nel quarto governo Berlusconi e di vicepresidente vicaria della Camera.
Dal 2019, invece, fa parte dello staff di Silvio Berlusconi come consigliere per la comunicazione fino al 2023, quando viene sostituito da Danila Subranni.
Alle elezioni politiche anticipate del 2022 viene candidato alla Camera dei deputati, tra le liste di Forza Italia nei collegi plurinominali Sicilia 2 - 03 come capolista e Sicilia 2 - 02 in seconda posizione, venendo eletto deputato. Nella XIX legislatura è componente della 1ª Commissione Affari Costituzionali, della Presidenza del Consiglio e interni e del Comitato per la comunicazione e l'informazione esterna.
A gennaio 2024 viene incaricato dal segretario di Forza Italia Antonio Tajani di occuparsi dei rapporti con la stampa nazionale.